# بيير جولفي
بيير جولفي (بالفرنسية: Pierre Jolivet)‏ هو كاتب سيناريو ومخرج وممثل فرنسي، ولد في 9 أكتوبر 1952 في فرنسا.

## وصلات خارجية
- بيير جولفي على موقع IMDb (الإنجليزية)
- بيير جولفي على موقع ألو سيني (الفرنسية)
- بيير جولفي على موقع ميوزك برينز (الإنجليزية)
- بيير جولفي على موقع أول موفي (الإنجليزية)
- بيير جولفي على موقع قاعدة بيانات الأفلام السويدية (السويدية)
- بيير جولفي على موقع ديسكوغز (الإنجليزية)
- بيير جولفي على موقع قاعدة بيانات الفيلم (الإنجليزية)
- بيير جولفي على موقع كينوبويسك (الروسية)